# Brodec (okres Louny)
Obec Brodec se nachází v okrese Louny v Ústeckém kraji. Žije v ní 86 obyvatel.

## Historie
Přibližně do poloviny 17. století se stávající aglomerace dělila na dvě části: panské sídlo s názvem Brodec a vesnici Nevězenice, položenou na jihozápadně od něj na pravém břehu Klášterského potoka. První nepochybná písemná zmínka o Brodci pochází z roku 1373, kdy se jako svědek na listině vyskytuje Petr z Brodce. Nevězenice se v písemných pramenech uvádějí roku 1411.

Název vesnice pochází podle Antonína Profouse z adjektiva "nevězený", což značí neuvězněný. Název tvrze pochází od brodu přes potok, který se pod ní nacházel. Druhým známým majitelem Brodce byl Jindřich Míčan z Klinštejna, jemuž Brodec patřil za Jiřího z Poděbrad.

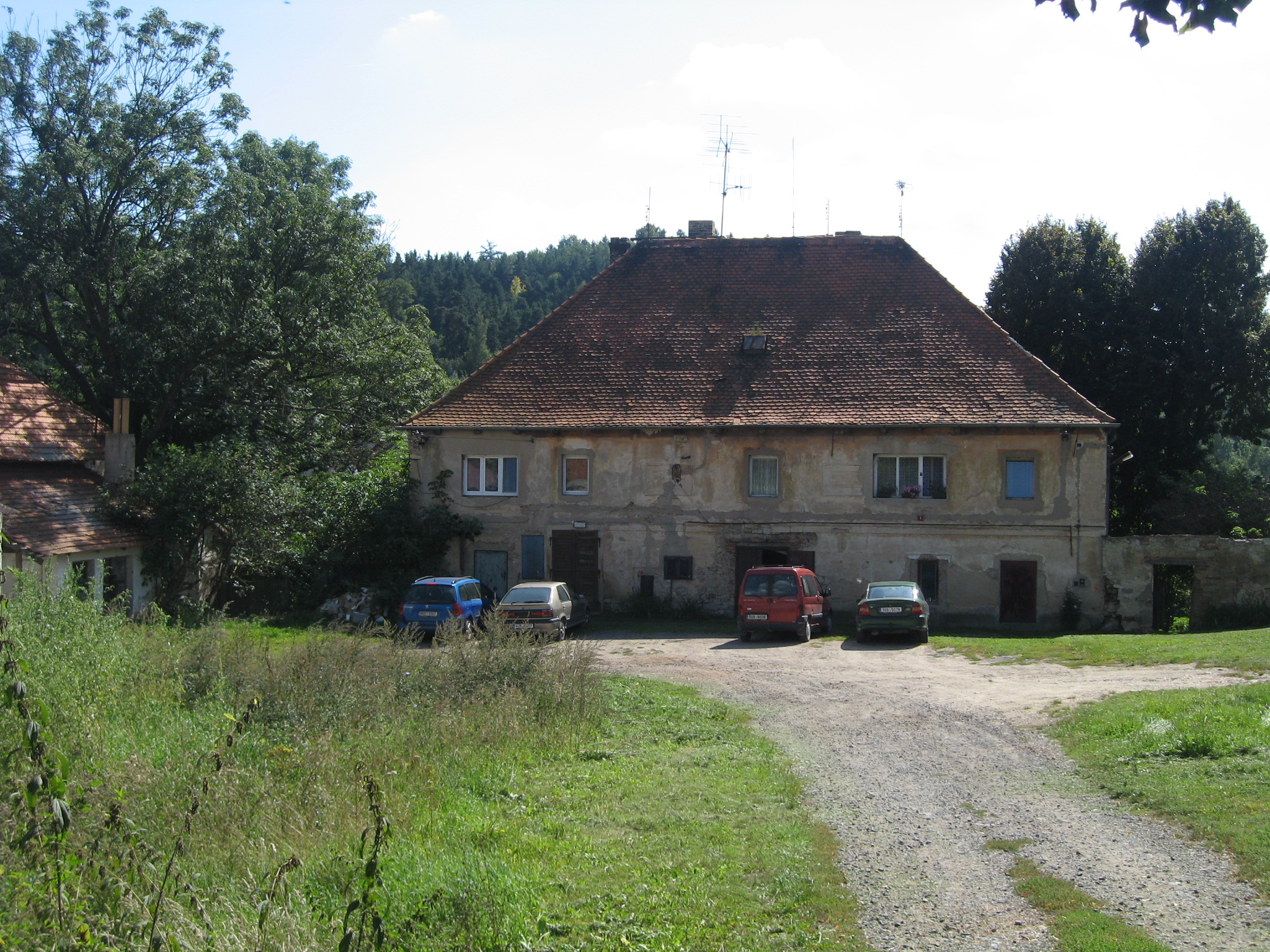
Bývalý zámeček

 V polovině 16. století patřilo brodecké panství, skládající se z brodecké tvrze, vesnic Nevězenice a Břínkov a dvora v Líšťanech rodině Kunešů z Lukovec. Do poloviny 17. století se v držení vsi vystřídalo více majitelů. Kupní smlouvy z let 1602 a 1615 vypočítávají příslušenství k Brodci. Byl to mlýn, ovčín (ovce se zde chovaly až do 20. století), pivovar a lovecká obora. Do zámku byl zaveden vodovod.
Podle Soupisu poddaných podle víry z roku 1651 žilo v Nevězenicích a Brodci krátce po ukončení třicetileté války dohromady 59 osob, z toho na tvrzi včetně majitelů 24 osob. Berní rula z roku 1654 uvádí v Nevězenicích 11 statků povinných odvádět berni, čtyři z nich však byly pusté a později už nebyly obnoveny. Ve 2. polovině 17. století se názvu Nevězenice přestalo postupně používat a pro celou aglomeraci se vžil název Brodec. Roku 1664 koupila panství Brodec Markéta Blandina Schützová z Leipoldsheimu a připojila je k Cítolibům, kde zůstaly až do roku 1848. Zámek natrvalo přestal být rezidenčním sídlem, obývali ho vrchnostenští úředníci a v 18. a 19. století byl několikrát přestavěn. Na začátku 19. století koupili cítolibské panství i s Brodcem Schwarzenbergové. Schwarzenberský zůstal brodecký statek až do pozemkové reformy v roce 1924, kdy z něj byl vytvořen zbytkový statek.
Za první republiky působil v Brodci spolek divadelních ochotníků Osvěta a tělocvičné spolky Sokol a Dělnická mládež. V roce 1898 byl založen hasičský sbor. Na katastru obce se pěstoval chmel. Samostatnou obcí se Brodec opět stal roku 1992.
Brodec je členem zájmového sdružení obcí Mikroregion Lounské podlesí.

## Obyvatelstvo
|           | 1869 | 1880 | 1890 | 1900 | 1910 | 1921 | 1930 | 1950 | 1961 | 1970 | 1980 | 1991 | 2001 | 2011 |
| --------- | ---- | ---- | ---- | ---- | ---- | ---- | ---- | ---- | ---- | ---- | ---- | ---- | ---- | ---- |
| Obyvatelé | 322  | 306  | 317  | 323  | 322  | 342  | 303  | 188  | 157  | 125  | 92   | 69   | 66   | 80   |
| Domy      | 48   | 51   | 56   | 57   | 60   | 63   | 64   | 63   | 55   | 48   | 39   | 53   | 53   | 53   |

## Osobnosti
- Václav Fric (* 1929), chmelařský odborník a vysokoškolský pedagog, ředitel Chmelařského institutu v Žatci

## Galerie

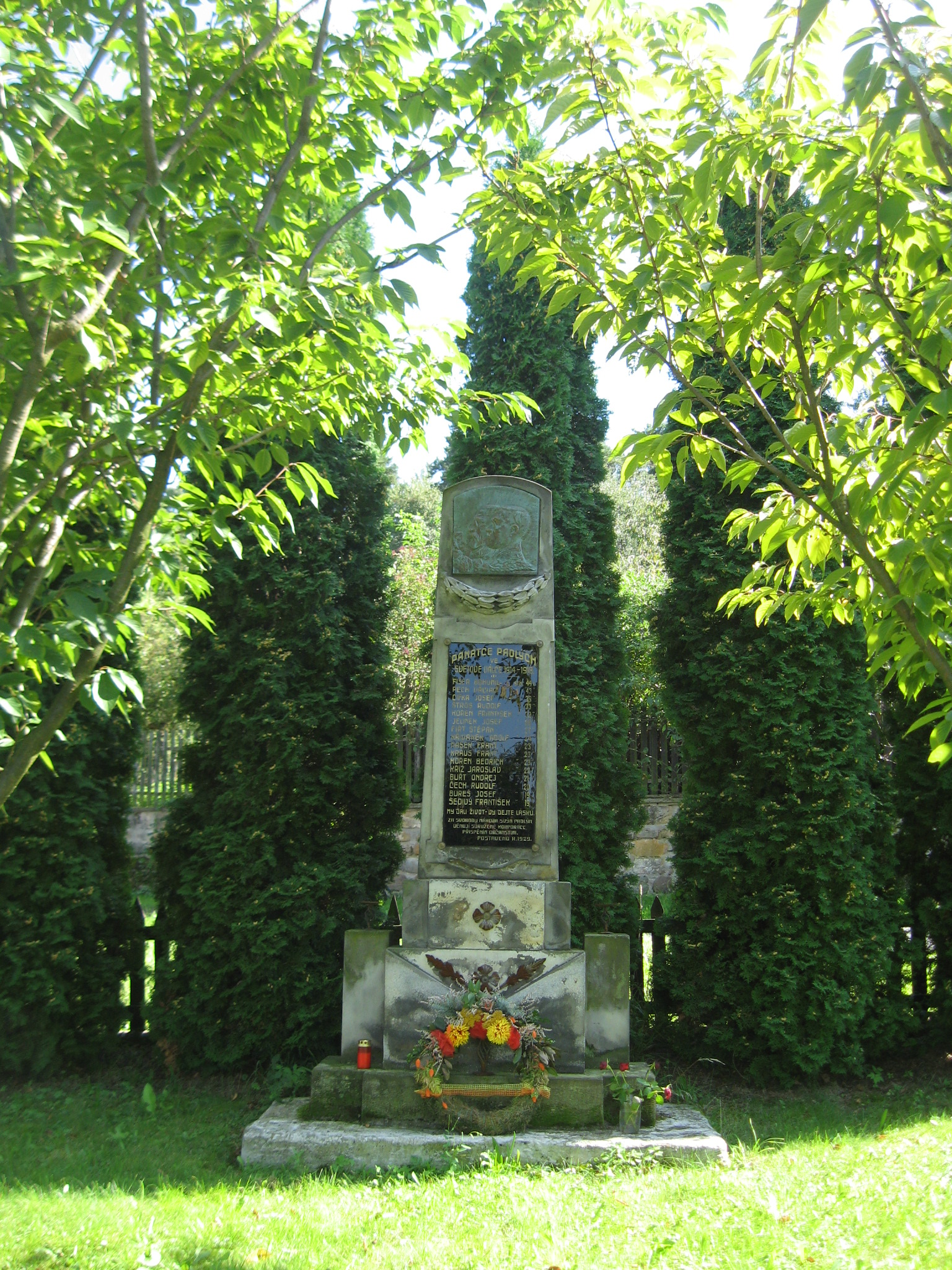
Pomník obětem první světové války
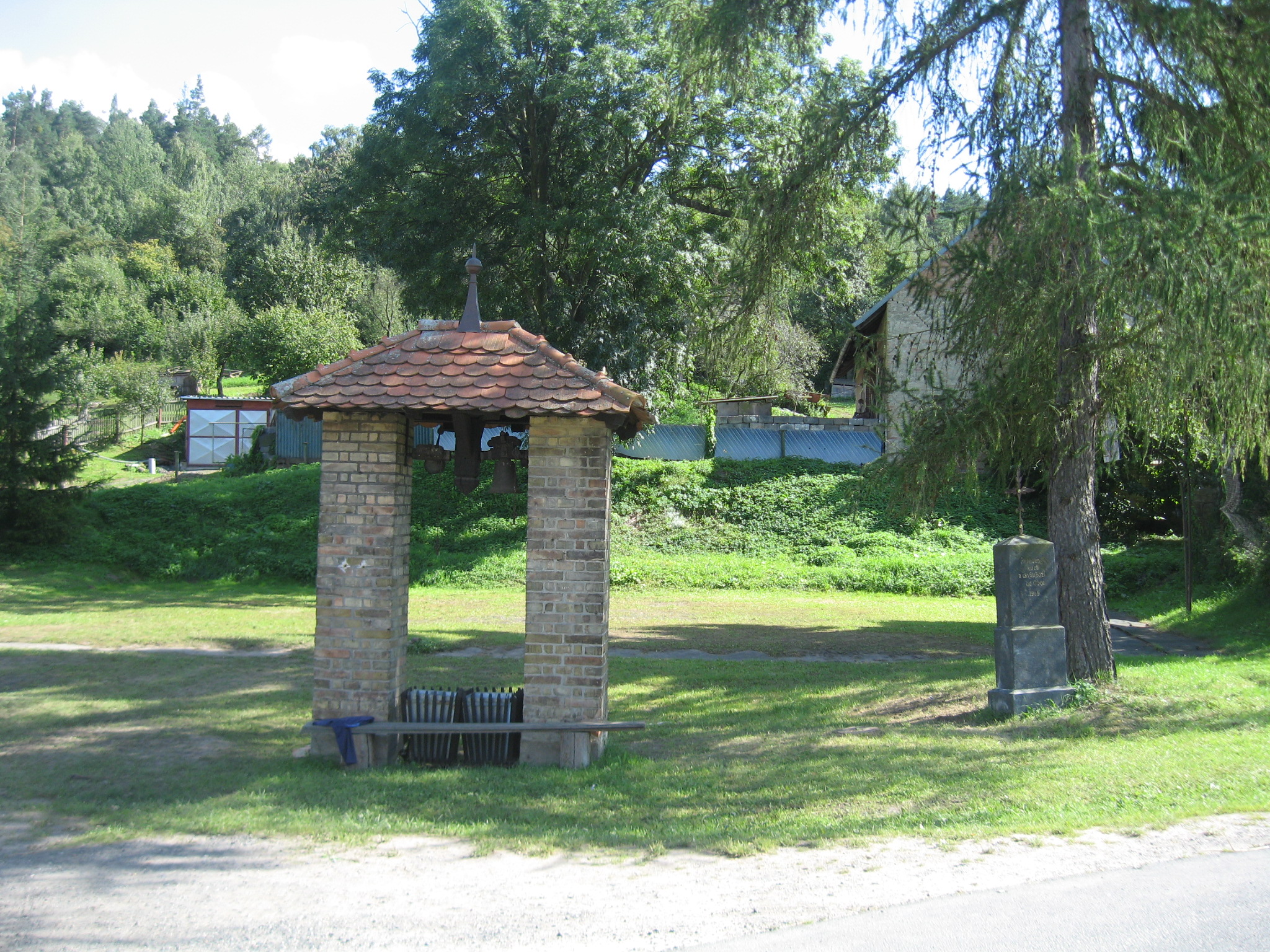
Zvonička, vedle ní křížek z roku 1909
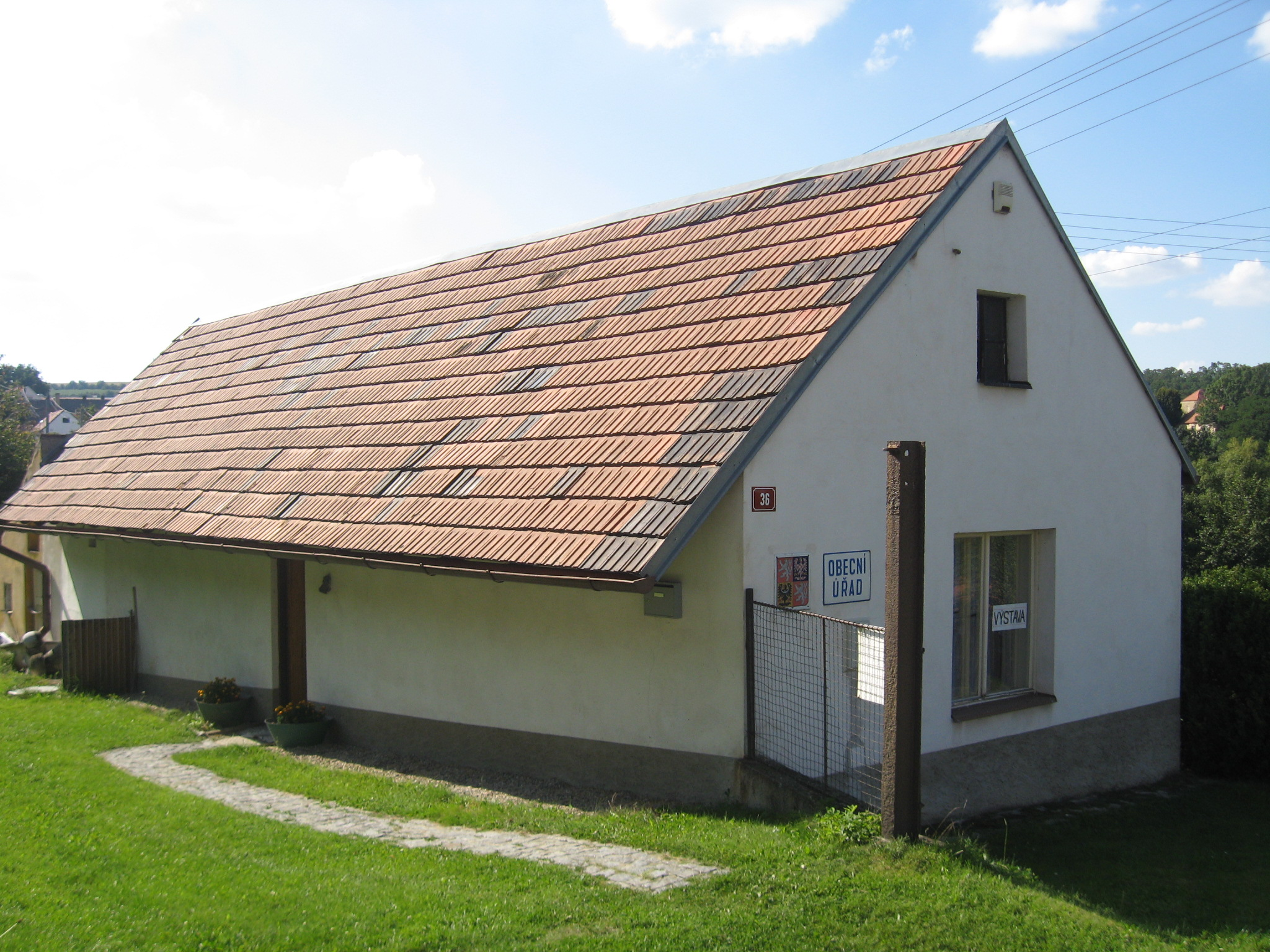
Obecní úřad